# Doryichthys martensii
Doryichthys martensii es una especie de pez de la familia Syngnathidae en el orden de los Syngnathiformes.

## Morfología
Los machos pueden alcanzar 15 cm de longitud total.

## Reproducción
Es ovovivíparo y el macho transporta los huevos en una bolsa ventral, la cual se encuentra debajo de la cola.

## Hábitat
Es un pez  de agua dulce y de clima tropical (24 °C-28 °C).

## Distribución geográfica
Se encuentra en Indonesia Malasia.